# Gino Munaron
Gino Munaron, italijanski dirkač Formule 1, * 2. april 1928, Torino, Italija, † 2009.
Gino Munaron je upokojeni italijanski dirkač Formule 1. Debitiral je na prvi dirki sezone 1960 za Veliko nagrado Argentine, kjer je zasedel trinajsto mesto, kar je njegov najboljši rezultat v karieri. V sezoni je nastopil je še na štirih dirkah ter ob dveh odstopih in dirki, na katero se mu ni uspelo kvalificirati, je dosegel petnajsto mesto na dirki za Veliko nagrado Velike Britanije, kasneje pa ni več nikoli dirkal v Formuli 1. 

## Popolni rezultati Formule 1
(legenda) (odebeljene dirke pomenijo najboljši štartni položaj, poševne pa najhitrejši krog, †-uvrščen kljub odstopu)
| Leto | Moštvo                       | Šasija        | Motor               | 1      | 2       | 3   | 4   | 5   | 6       | 7     | 8   | 9       | 10  | Prv | Toč |
| ---- | ---------------------------- | ------------- | ------------------- | ------ | ------- | --- | --- | --- | ------- | ----- | --- | ------- | --- | --- | --- |
| 1960 | Gino Munaron                 | Maserati 250F | Maserati Straight-6 | ARG 13 |         |     |     |     |         |       |     |         |     | -   | 0   |
| 1960 | Scuderia Eugenio Castellotti | Cooper T51    | Ferrari Straight-4  |        | MON DNQ | 500 | NIZ | BEL | FRA Ret | VB 15 | POR | ITA Ret | ZDA | -   | 0   |